# Grazo
Grazo, de son vrai nom Francis Pelletier, est un dessinateur québécois de bande dessinée, né le 27 janvier 1966 à Trois-Pistoles au Canada.

## Biographie
Diplômé en graphisme du CEGEP de Rivière-du-Loup, Grazo publie ses premières bandes dessinées dans le magazine Sextant, périodique de bande dessinée québécois créé par des étudiants en graphisme en 1986, sous la houlette de Louis Paradis. Son travail est très influencé par les créations de l'auteur Hergé, notamment les albums de Tintin.
Après l'arrêt de Sextant en 1989, Grazo publie ses bandes dessinées sous forme d'albums aux éditions Publika. Il participe en 1998 au magazine Zine Zag, sous titré « 100 % BD », qui se veut une nouvelle possibilité de publication pour les auteurs québécois. Ce trimestriel est exclusivement consacré à la publication et à la promotion de la bande dessinée québécoise.
Grazo vit maintenant[Quand ?] à Sherbrooke et travaille pour le département Arts graphiques d'une grande imprimerie. À l'occasion, il anime des ateliers de création BD dans le milieu scolaire.

## Publications

### Bande dessinée
Albums
- Les aventures de Rino et Ouistin, tome 1 : Aventure sur Mars, 1992, à titre de dessinateur (scénario de Salvador Dallaire sous le pseudonyme Salo), éditions Publika, Montréal ;
- Les aventures de Rino et Ouistin, tome 2 : Super Ouistin et autres aventures, 1999, à titre de dessinateur (scénario de Salvador Dallaire sous le pseudonyme Salo), éditions Publika, Montréal ;
- Les aventures de Rino et Ouistin, tome 3 : Le Vampire du Sahara, 2001, à titre de dessinateur (scénario de Salvador Dallaire sous le pseudonyme Salo), éditions Publika, Montréal ;
- Les aventures de Rino et Ouistin, tome 4 : Les Premières Aventures, 2003, à titre de dessinateur (scénario de Salvador Dallaire sous le pseudonyme Salo), éditions Publika, Montréal ;
- Les aventures de Rino et Ouistin, tome 5 : Le Monstre de l'Empress, 2008, à titre de dessinateur (scénario de Salvador Dallaire sous le pseudonyme Salo), éditions Publika, Montréal.

Périodiques
- Sextant, revue québécoise de bande dessinée, 1986-1989 ;
- Zine Zag, 100 % BD, 1998-2004.